# 土 (小説)
『土』（つち）は、長塚節の長編小説。作者の郷里である茨城県鬼怒川沿いの農村を舞台に、貧農一家の生活を農村の自然や風俗・行事などと共に、写生文体で克明に描いた作品。長塚の唯一の長編小説で、農民文学の代表的作品とされる。
夏目漱石の推薦により、1910年（明治43年）6月13日から11月17日にかけて東京朝日新聞に連載。1912年（明治45年）5月19日に春陽堂より刊行され、漱石による序文『「土」に就て』が付された。
1939年（昭和14年）に日活製作・内田吐夢監督によって映画化された。

## 映画
『土』（つち）は、1939年（昭和14年）4月13日公開の日本映画である。日活製作・配給。監督は内田吐夢、主演は小杉勇。モノクロ、スタンダード、142分。
内田監督の戦前期の代表作で、長い製作日数をかけ徹底したリアリズムで描いた。地味な内容にもかかわらず3週間続映のヒット作となり、文部省推薦も受けた。評価も高く、第1回文部大臣賞、第16回キネマ旬報ベスト・テン第1位に選ばれた。

### スタッフ
- 監督：内田吐夢
- 脚本：八木隆一郎、北村勉
- 撮影：碧川道夫
- 音楽：乗松明廣
- 美術：堀保治

### キャスト
- 勘次：小杉勇
- おつぎ：風見章子
- 与吉：どんぐり坊や
- 卯平：山本嘉一
- 平造：見明凡太朗
- 兼博労：山本礼三郎
- 源さん：鈴木三右衛門
- たみさん：藤村昌子
- 地主の内儀さん：村田知栄子
- 雇婆かつ：坂東三紅紫
- 雇女おくめ：高真理
- 野良番頭彦造：沢狂介
- 女房よしえ：三井智恵
- その娘アヤ：桜美代子
- 作男熊吉：米倉勇
- 作男作太郎：寺井郁男
- 作男芳一：竹石喬一
- 駐在巡査：長尾敏之助
- 渡し船頭：金子春吉
- 周旋人喜八：潮万太郎
- おひで：美川かつみ
- お梅：京町みち代
- すみ子：松平富美子
- 商人安五郎：西春彦
- 若者為治：加藤章
- 若者助次郎：井上敏正
- 若者善太：泉静治
- 若者金次郎：高野二郎
- 雨乞の神主：吉井莞象
- 村の女房おとめ：田中早苗
- 村の女房ひさ：小森鈴子
- 村人八兵衛：菊池良一
- 村人寅吉：高見貫
- 村人六蔵：伊達満
- 村人廣吉：河野憲治
- 村人寅七：冬木映彦
- 村人金次：堀江幹二
- 村の娘：鹿島はぎ子
- 村の娘よし子：西川静子
- 老婆お筆：戸田春子
- 老婆おあき：紅沢葉子
- 村人徳市：赤星瞭
- たみさんの伜：飛田喜佐夫

### 制作
本作は、1936年（昭和11年）頃に日活企画部の福田栄三郎が企画したもので、多摩川撮影所で撮影されたが、四季の移ろいを描くために2年もの撮影期間がかかった。そのため日活本社は、長期製作による資金的な問題と興行的に不安であるという理由で製作の中止を求めた。本作の製作に尽力した根岸寛一撮影所長は、1938年（昭和13年）6月に責任を負って日活を退社している。撮影所側はこれを不服とし、表面は中止したと見せかけて密かに撮影を続行。本作のための出費は閉じ、ほかの作品から予算を削って製作した。内田はその間に『東京千一夜』を製作してこれをカモフラージュしている。

### 公開・評価
1939年（昭和14年）の春ごろに作品は完成し、4月13日に帝都座で封切られた。
小作農の生活に題材を置いたことで興行的な不安を感じていた会社とは反対に、作品はヒットし、文部省推薦に選ばれるなど高い評価を得た。公開後も評価は高く、1959年（昭和34年）にキネマ旬報が選出した「日本映画60年を代表する最高作品ベスト・テン」で第4位となった（第1位は『忠次旅日記』）。

### 現在
本作のフィルムは長年現存していないと考えられていたが、1968年（昭和43年）に東ドイツの国立映画保存所でヴェネツィア国際映画祭に出品するために短縮された93分の版が発見された。しかし、その版は冒頭と結尾の巻が欠落していた。1999年（平成11年）にはゴスフィルムフォンドで冒頭の巻を含む115分の版が発見された。東京国立近代美術館フィルムセンターでは、ドイツ版の93分とロシア版の24分を合わせた117分の最長版を所蔵している（結尾の部分は現在も欠落している）。

## 舞台
1937年（昭和12年）10月、新築地劇団によって築地小劇場で初演された。脚色は伊藤貞助、演出は岡倉士朗、装置は伊藤熹朔、出演は薄田研二、山本安英。1939年（昭和14年）には千田是也の演出で再演された。全4幕。脚本は戦後、1953年（昭和28年）に青木文庫から神山茂夫の解説をつけて刊行された。
再演時の配役は以下の通り。
- 勘次：本庄克二（東野英治郎）
- 卯平：薄田研二
- おつぎ：園圭子
- 與吉：水谷史朗
- 平造（2・3幕）、村の男（4幕）：寄山弘
- 大旦那（1幕）、高志（2・3・4幕）：中江良介
- 車夫（1幕）、年寄（3幕）、村の男（3・4幕）：恩田清二郎
- 父親（1幕）、村人（2幕）、村の男（3・4幕）：長浜藤夫
- 村の若い衆（1・3幕）、村人（2幕）、村の男（4幕）：多々良純
- 村の若い衆（1・3幕）、番頭（2・4幕）：殿山泰二
- 馬吉（1・4幕）、作男（2幕）、村の男（3幕）：加藤嘉
- お内儀さん（1・4幕）：岸輝子
- おつた（3幕）：本間敦子

## ラジオドラマ
1937年（昭和12年）5月28日から5月31日にかけて、NHKラジオ第1放送で「ラジオ小説」の一本として放送された。演出は溝口健二、脚本は依田義賢、解説は和田信賢。出演は大矢市次郎（勘次役）、森赫子（おつぎ役）、大東鬼城（卯平役）、藤間房子（地主の内儀役）、毛利菊枝（おつた役）。